# Três Barras do Paraná
Três Barras do Paraná is een gemeente in de Braziliaanse deelstaat Paraná. De gemeente telt 12.088 inwoners (schatting 2009).

## Aangrenzende gemeenten
De gemeente grenst aan Boa Esperança do Iguaçu, Boa Vista da Aparecida, Cascavel, Catanduvas, Cruzeiro do Iguaçu, Nova Prata do Iguaçu en Quedas do Iguaçu.